# Rust in Peace
Rust in peace este al patrulea album studio de debut al trupei americane de thrash metal, Megadeth, lansat data de 24 septembrie, 1990, prin Capitol Records. Fiind primul album lansat alături de cel de al doilea chitarist si cel mare chitarist virtuoz, Marty Friedman, care au ajutat la compunerea pieselor a căror acorduri de chitară riff/solo precum Holy Wars...The Punishment Due sau Tornado of Souls, au făcut cunoscut albumul.